# Episodi di Southland (terza stagione)
La terza stagione della serie televisiva Southland è stata trasmessa negli Stati Uniti dal 4 gennaio 2010 all'8 marzo 2011 su TNT.
In Italia è stata trasmessa in prima visione assoluta dal 30 aprile al 2 luglio 2011 sul canale satellitare AXN. In chiaro è stata trasmessa dal 5 aprile al 10 maggio 2014 sul canale TOP Crime.
| nº | Titolo originale | Titolo italiano       | Prima TV USA     | Prima TV Italia |
| -- | ---------------- | --------------------- | ---------------- | --------------- |
| 1  | Let It Snow      | Lo stupro             | 4 gennaio 2011   | 30 aprile 2011  |
| 2  | Punching Water   | Pieni di rabbia       | 11 gennaio 2011  | 7 maggio 2011   |
| 3  | Discretion       | Difficile convivenza  | 18 gennaio 2011  | 14 maggio 2011  |
| 4  | Code 4           | Codice 4              | 25 gennaio 2011  | 21 maggio 2011  |
| 5  | The Winds        | I venti di Santa Anas | 1º febbraio 2011 | 28 maggio 2011  |
| 6  | Cop or Not       | Coppia di sangue      | 8 febbraio 2011  | 4 giugno 2011   |
| 7  | Sideways         | Danno collaterale     | 15 febbraio 2011 | 11 giugno 2011  |
| 8  | Fixing a Hole    | Okey Dokey Smokey     | 22 febbraio 2011 | 18 giugno 2011  |
| 9  | Failure Drill    | Omicidi in famiglia   | 1º marzo 2011    | 25 giugno 2011  |
| 10 | Graduation Day   | Salto nel vuoto       | 8 marzo 2011     | 2 luglio 2011   |